# بوناسولا
بوناسولا هي بلدة إيطالية تقع في مقاطعة لا سبيتسيا في إقليم ليغوريا.